# 拉戈阿-迪佩德拉斯
拉戈阿-迪佩德拉斯是巴西北大河州的一个市镇。总面积117.66平方公里，总人口7390人，人口密度62.8人/平方公里。